# 徳島県精神保健福祉センター
徳島県精神保健福祉センター（とくしまけんせいしんほけんふくしセンター）は、徳島県徳島市新蔵町にある精神保健に関する施設。
徳島保健所、徳島県立保健製薬環境センターと同じ庁舎である。

## 施設
センター棟
- 1F
  - 事務室、所長室、資料室、診察室1、診察室2、心理検査室、相談室1、相談室2、電話相談室、更衣室、心理療法室[1]
- 2F
  - 集団指導室、調理実習室、デイルーム、デイケア準備室、作業訓練室1、作業訓練室2、洗濯室、静養室、喫煙談話室、面接相談室、会議室

トレーニング棟
- 1F
  - 多目的交流室、ロッカーシャワー室、陶芸窯場
- 2F
  - トレーニング室、倉庫

## 交通
- JR徳島駅から徒歩約15分。
- 徳島市営バスより沖洲方面行「城東高校前」下車、徒歩約3分。津田・新浜・大神子方面行「新蔵町」下車、徒歩約3分。